# Teoria clássica da administração
Teoria Clássica da Administração (ou Fayolismo) é uma escultura de pensamento administrativo idealizada pelo engenheiro francês Henri Fayol.

## Teoria Clássica da administração
A "Administração Industrial e Geral", de 1916, caracteriza-se pela ênfase na estrutura organizacional sob a visão do homem econômico e pela busca da máxima eficiência. Seu olhar se amplia sobre outras áreas (operacional e gerencial), fluindo verticalmente do topo para a base (da gerência até a produção), de forma oposta à Administração Científica elaborada por Taylor. O modo como Fayol encarava a organização da empresa diante da Teoria Clássica derivava de abordagem anatômica e estrutural. O que predominava era a atenção para a estrutura da organização; aos elementos da Administração; aos princípios gerais da Administração e a departamentalização.
Paralelamente aos estudos de Frederick Winslow Taylor, Henri Fayol defendia princípios semelhantes na Europa, baseados em sua experiência na alta administração. Enquanto os métodos de Taylor eram estudados por executivos Europeus, os seguidores da Administração Científica só começaram a valorizar a obra de Fayol quando foi publicada nos Estados Unidos. O atraso na difusão generalizada das ideias de Fayol fez com que grandes contribuintes do pensamento administrativo desconhecessem seus princípios.

## Fundamentos
Henri era engenheiro de minas e dedicou sua vida a empresas no setor de mineração. Chegou a recuperar a Compagnie Commantry Fourchambault et Decazeville da falência, quando assumiu o seu cargo de diretor geral. Creditava seu sucesso como administrador a um sistema de administração que é descrito em Administration Industrialle et Genéralle (Administração industrial e geral), publicado em 1916. Este sistema repousa sobre uma distinção das funções essenciais da empresa em seis categorias e as funções do administrador em cinco elementos. Além disso, enuncia 14 princípios gerais da administração, que refletem orientações gerais embutidas nele.
Segundo Idalberto Chiavenato, Fayol procurou dividir qualquer empresa em seis funções básicas:
1. Técnicas, relacionadas com as habilidades.
2. Comerciais, relacionadas com a compra, venda e permutação
3. Financeiras, relacionadas com a procura e gerência
4. Segurança, relacionadas com a proteção e preservação dos bens e das pessoas.
5. Contábeis, relacionadas com inventários, registros, balanços, custos e estatísticas ( mesmo que após a adoção das IFRS no Brasil essa área ganhou mais funções e consequentemente importancia)
6. Administrativas, relacionadas com a integração das outras cinco funções[3]

As funções administrativas coordenam as demais funções da empresa.

### Elementos da Função Administrativa
- Planejar - Estabelece os objetivos da empresa, especificando a forma como serão alcançados. Parte de uma sondagem do futuro, desenvolvendo um plano de ações para atingir as metas traçadas. É a primeira das funções, já que servirá de base diretora à operacionalização
- Organizar - É a forma de coordenar todos os recursos da empresa e das organizações, sejam humanos, financeiros ou materiais, alocando-os da melhor forma segundo o planejamento estabelecido.
- Comandar - Faz com que os subordinados executem o que deve ser feito. Pressupõe que as relações hierárquicas estejam claramente definidas, ou seja, que a forma como administradores e subordinados se influenciam esteja explícita, assim como o grau de participação e colaboração de cada um para a realização dos objetivos definidos.
- Coordenar - A implantação de qualquer planejamento seria inviável sem a coordenação das atitudes e esforços de toda a empresa, almejando as metas traçadas.
- Controlar - Controlar é estabelecer padrões e medidas de desempenho que permitam assegurar que as atitudes empregadas são as mais compatíveis com o que a empresa espera. O controle das atividades desenvolvidas permite maximizar a probabilidade de que tudo ocorra conforme as regras estabelecidas e ditadas.

Diferente dessas funções, hoje usa-se apenas: Planejar, Organizar, Dirigir ou Executar e Controlar.
(no lugar de Comandar e Coordenar)
Uniram-se essas duas funções porque o objetivo é o mesmo.

### Princípios Básicos
Fayol relacionou 14 princípios básicos que podem ser estudados de forma complementar aos de Taylor:
- Divisão do trabalho - Especialização dos funcionários desde o topo da hierarquia até os operários da fábrica, assim, favorecendo a eficiência da produção aumentando a produtividade.
- Autoridade e responsabilidade - Autoridade é dar ordens que teoricamente serão obedecidas. Responsabilidade é a contrapartida da autoridade. Deve-se levar em conta o direito de dar ordens e exigir obediência, chegando a um bom equilíbrio entre autoridade e responsabilidade.
- Disciplina - Necessidade de estabelecer regras de conduta e de trabalho válidas para todos os funcionários. A ausência de disciplina gera o caos na organização.
- Unidade de comando - Um funcionário deve receber ordens de apenas um chefe, evitando contra-ordens.
- Unidade de direção - O controle único é possibilitado com a aplicação de um plano para grupo de atividades com os mesmos objetivos.
- Subordinação dos interesses individuais ao bem comum - O interesse de todos os funcionários da empresa não deve prevalecer sobre os interesses da organização como um todo.
- Remuneração - Remuneração de trabalho deve ser justa para ambos,  empregados e empregadores.
- Centralização  - Fayol acreditava que os gerentes devem manter a responsabilidade final,  mas eles também precisam de dar autoridade a seus subordinados que eles  possam realizar seu trabalho adequadamente. O problema é encontrar o melhor grau de centralização em cada caso.
- Linha de Comando (Hierarquia) - Defesa incondicional da estrutura hierárquica, respeitando à risca uma linha de autoridade fixa.
- Ordem - Deve ser mantida em toda organização, preservando um lugar para cada coisa e cada coisa em seu lugar.
- Equidade - A justiça deve prevalecer em toda organização, justificando a lealdade e a devoção de cada funcionário à empresa. Direitos iguais.
- Estabilidade dos funcionários - Uma rotatividade alta tem consequências negativas sobre desempenho da empresa e o moral dos funcionários.
- Iniciativa - Deve ser entendida como a capacidade de estabelecer um plano e cumpri-lo.
- Espírito de equipe - O trabalho deve ser conjunto, facilitado pela comunicação dentro da equipe. Os integrantes de um mesmo grupo precisam ter consciência de classe, para que defendam seus propósitos.

## Críticas sobre a Teoria Clássica
- Obsessão pelo comando →Tendo como ótica a visão da empresa a partir da gerência administrativa, Fayol focou seus estudos na unidade do comando, autoridade e na responsabilidade. Em função disso, é visto como obcecado pelo comando.
- A empresa como sistema fechado → A partir do momento em que o planejamento é definido como sendo a pedra angular da gestão empresarial, é difícil imaginar que a organização seja vista como uma parte isolada do ambiente.
- Manipulação dos trabalhadores → Bem como a Administração Científica, fora tachada de tendenciosa, desenvolvendo princípios que buscavam explorar os trabalhadores.
- A inexistência de fundamentação científica das concepções → Não existe fundamentação experimental dos métodos e técnicas estudados por Fayol. Os princípios que este apresenta carecem de uma efetiva investigação, não resistindo ao teste de aplicação prática.